# 山梨大學
山梨大學，簡稱梨大，是一所本部位於山梨县的日本国立大学，前身是創立於18世紀的徽典館。2002年，原山梨大學與原山梨醫科大學合併，成為現在的山梨大學。
梨大擁有日本大學唯一的葡萄酒研究場所。諾貝爾獎得主大村智、機器人先驅石黑浩皆為知名校友。

## 概要

### 大學精神
「區域的中心，世界的人才」

### 校区
- 甲府校区（山梨县甲府市武田） 
  - 教育人类科学部・工学部
- 醫學部校区（山梨县中央市下河東1110；原玉穂校區） 
  - 医学部

## 沿革

### 「舊」山梨大學
- 1795年 甲府学問所徽典館創校，其後為「山梨师范学校」
- 1921年 山梨县实业补习学校教员培养所創校，其後為「山梨青年师范学校」
- 1938年 山梨高等工业学校創校，其後為「山梨工业专门学校」
- 1949年 三校合并为新制山梨大学（Yamanashi University），設立学艺学部、工学部
- 1966年 学艺学部改称教育学部

### 山梨醫科大學
- 1978年 山梨医科大学（Yamanashi Medical University）創校，设立医学部
- 1995年 设立护理学科

### 「新」山梨大學
- 2002年 兩校合併為山梨大学（University of Yamanashi）

## 教育與研究
新生的梨大是一所小規模綜合大學，被視為大學合併的成功個案。
自2000年開始，東洋經濟新報社每年出版大學排名「Truly Strong Universities」（本当に強い大学），根據財務實力、教研品質（包括入學難度）、畢業出路（就職狀況）三大指標，評選「全日本100強」的大學。山梨大學近年排名：
2012年：第38名
2013年：第38名
2014年7月，梨大特任副教授若山清香成功培育世界首隻「太空鼠」，大幅推進哺乳類在宇宙繁殖的可能性。

### 大村智紀念学術館
梨大於2017年在校內興建「大村智紀念学術館」，以紀念傑出校友、2015年諾貝爾生理學或醫學獎得主大村智的功績。

## 組織

### 学部・学科
- 教育人間科学部
- 医学部
- 工学部

### 大学院
- 教育学研究科
- 医学工学综合研究部
- 医学工学综合教育部

## 知名校友

### 政界
- 中村照人（日语：中村照人） - 山梨市長
- 前田正男（日语：前田正男） - 原衆議院議員、科學技術廳長官
- 宮島雅展（日语：宮島雅展） - 甲府市長

### 商界
- 服部重彦 - 岛津制作所社长
- 新鄉重夫 - 知名工程師

### 學界
- 石黑浩 - 機器人學學者、大阪大學教授
- 澀谷昌三（日语：渋谷昌三） - 社會心理學者、作家、目白大學大學院心理學研究科教授
- 中原英臣（日语：中原英臣） -  醫學者、山野美容藝術短大教授
- 大村智 - 諾貝爾生理學或醫學獎、羅伯·柯霍獎、盖尔德纳国际奖得主，北里大學教授
- 日向一雅（日语：日向一雅） - 國文學者、明治大學教授
- 王培玉 - 北京大學公共衛生學院教授